# Джирард (тауншип, Миннесота)
Джирард (англ. Girard) — тауншип в округе Оттер-Тейл, Миннесота, США. На 2000 год его население составило 697 человек.

## География
По данным Бюро переписи населения США площадь тауншипа составляет 92,5 км², из которых 66,6 км² занимает суша, а 25,8 км² — вода (27,95 %).

## Демография
По данным переписи населения 2000 года, здесь находились 697 человек, 293 домохозяйств и 232 семей. Плотность населения —  10,5 чел./км². На территории тауншипа расположено 876 построек со средней плотностью 13,1 построек на один квадратный километр. Расовый состав населения: 99,00 % белых, 0,14 % афроамериканцев, 0,14 % коренных американцев и 0,72 % приходится на две или более других рас.
Из 293 домохозяйств в 21,2 % воспитывались дети до 18 лет, в 75,4 % проживали супружеские пары, в 2,4 % проживали незамужние женщины и в 20,8 % домохозяйств проживали несемейные люди. 20,1 % домохозяйств состояли из одного человека, при том 10,2 % из — одиноких пожилых людей старше 65 лет. Средний размер домохозяйства — 2,38, а семьи — 2,70 человека.
19,4 % населения младше 18 лет, 4,4 % в возрасте от 18 до 24 лет, 17,9 % от 25 до 44, 34,3 % от 45 до 64 и 24,0 % старше 65 лет. Средний возраст — 52 лет. На каждые 100 женщин приходилось 106,2 мужчин. На каждые 100 женщин старше 18 приходилось 103,6 мужчин.
Средний годовой доход домохозяйства составлял 41 500 долларов, а средний годовой доход семьи —  46 827 долларов. Средний доход мужчин —  31 875  долларов, в то время как у женщин — 26 563. Доход на душу населения составил 19 295 долларов. За чертой бедности находились 4,7 % семей и 8,8 % всего населения тауншипа, из которых 12,6 % младше 18 и 1,4 % старше 65 лет.